# Amore di schiava
Amore di schiava è un film del 1910 diretto da Enrique Santos, al suo esordio alla regia.

## Trama
Nell'antica Roma, il liberto Arsenio è innamorato senza esserne corrisposto della schiava Sira: la donna infatti ama già il suo padrone, il patrizio Marcello, uomo crudele e crapulone che la schernisce e la maltratta a ogni occasione. Un giorno, Sira rovescia per sbaglio del vino falerno che stava servendo e Marcello la fa frustare per punizione, senza che Arsenio possa intervenire. Il liberto la riporta, svenuta, nei suoi alloggi, dove giura sul suo capezzale che la vendicherà del torto subito. La notte si introduce nella camera da letto di Marcello e lo pugnala: ma, a causa dell'oscurità, scopre troppo tardi che è stata Sira, che aveva intuito il suo piano, a ricevere il colpo al suo posto. Marcello si sveglia e, capendo la portata della devozione di quella persona che aveva così spesso disprezzato, scoppia a piangere abbracciando Sira che, dal canto suo, muore felice accanto all'amato.

## Produzione
Film nº 319 del Catalogo Cines 1911, nel quale è segnato come di genere "storico".

## Distribuzione
Il film è stato distribuito in Italia a partire da una data non successiva all'aprile 1910.
È stato distribuito in Francia col titolo Dévouement d'esclave, mentre nel Regno Unito, a partire dal 26 marzo 1910, e negli USA col titolo The Slave's Sacrifice.

## Accoglienza
(Ferruccio Sacerdoti, La Cine-Fono e la Rivista Fono-Cinematografica del 9 aprile 1910.)